# Winter Carols
Albums de Blackmore's Night
The Village Lanterne
(2006) Paris Moon
(2007)
Winter Carols est le sixième album studio du groupe Blackmore's Night, sorti au Royaume-Uni en octobre 2006 et aux États-Unis le 7 novembre 2006. C'est un album sur le thème de Noël.
En décembre 2006, Winter Carols entre à la 7e place du Billboard New Age Charts des États-Unis.
L'album remporte le New Age Reporter Lifestyle Music Award en tant que meilleur album de vacances.
L'album est réédité en 2013 avec un second CD enregistré en concert, et en 2017 avec trois arrangements de chant de Noël supplémentaires.
Le 4 décembre 2020, Blackmore's Night sort Here We Come A-Caroling, un EP avec quatre nouvelles adaptations de chants de Noël.
Winter Carols est réédité le 19 novembre 2021, avec cinq chants de Noël supplémentaires (Coventry Carol et les quatre titres présents sur l'EP Here We Come A-Caroling sorti l'année précédente), ainsi que Wish You Where (présent sur Nature's Light) et Crowning of the King (présent sur Fires at Midnight).

## Analyse des titres
Le titre d'ouverture de l'album enchaine deux airs : le premier est Hark the Herald Angels Sing, chant de Noël anglais écrit par Charles Wesley, à partir d'une mélodie tirée du Festgesang de Mendelssohn. Le second est Come All Ye Faithful, adapté de l'hymne chrétien Adeste Fideles chanté en latin (en français Accourez fidèles) qui aurait été écrit au XVIIIe siècle par John Francis Wade.
I Saw Three Ships est adapté d'une chanson folklorique anglaise dont la première version imprimée date du XIIe siècle, et dont les paroles mentionnent les navires naviguant vers Bethléem.
Bien que la pièce Winter (Basse Dance) soit signée Ritchie Blackmore en tant que compositeur, il s'agit d'une adaptation de la deuxième section de Fantasía para un gentilhombre de Joaquin Rodrigo que Rodrigo a composée pour le virtuose de la guitare classique Andres Segovia en 1954.
Ding Dong Merrily on High est adaptée d'un air de danse profane connu sous le titre Branle de l'Official  dans Orchésographie, un livre de danse écrit par le clerc, compositeur et écrivain français Jehan Tabourot (1519-1593). Les paroles sont du compositeur anglais George Ratcliffe Woodward (1848–1934), et le chant est publié pour la première fois en 1924 dans son The Cambridge Carol-Book: Being Fifty-two Songs for Christmas, Easter, And Other Seasons.
Ma-O-Tzur (Rocher puissant ) provient d'un poème liturgique hébraïque Maoz Tsour, traditionnellement chanté lors de la fête de Hanoucca, après l'allumage des bougies.
Good King Wenceslas, composé par le prêtre anglican John Mason Neale d'après un poème printanier latin médiéval, Tempus adest floridum, raconte l'histoire de Venceslas, duc de Bohême qui brave le froid pour offrir l'aumône à un paysan pauvre pour la Saint-Étienne, le 26 décembre, lendemain de Noël.
Lord of the Dance / Simple Gifts provient de la chanson Simple Gifts composée en 1848 par le Shaker américain Joseph Brackett, puis adaptée sous le nom Lord of the Dance par le compositeur anglais Sydney Carter en 1963.
We Three Kings  est un chant écrit et composé en 1857 par l'américain John Henry Hopkins Jr., recteur de la Christ Episcopal Church à Williamsport, en Pennsylvanie et relatant les cadeaux offerts par les rois mages à Jésus.
Wish You Were Here, reprise du groupe suédois de techno-dance Rednex, figure déjà sur le premier album de Blackmore's Night, Shadow of the Moon.
Emmanuel est inspiré de Veni, veni Emmanuel, paraphrase des grandes antiennes « Ô » de l'Avent, et traduite en anglais par John Mason Neale sous le titre O Come, O Come, Emmanuel.
We Wish You a Merry Christmas est un célèbre cantique anglais composé au XVIe siècle. Célébrant à la fois Noël et la nouvelle année, son refrain se termine par « We wish you a merry Christmas and a happy new year » (« Nous vous souhaitons un joyeux Noël et une heureuse nouvelle année »).

### Bonus de la réédition de 2017
Deck the Halls est un chant chant traditionnel de Noël, du Yule et du Nouvel An, dont la mélodie est attribuée au harpiste gallois John Parry.
God Rest Ye Merry Gentlemen est un chant de Noël traditionnel anglais datant du XVIe siècle ou avant et est évoqué dans A Christmas Carol de Charles Dickens en 1843.
Oh Christmas Tree est l'adaptation du célèbre chant d'origine allemande O Tannenbaum, connue en français sous Mon beau sapin et popularisée, entre autres, par Tino Rossi.

### Bonus de la réédition de 2021
Coventry Carol est un chant de Noël traditionnel anglais du XVIe dont les paroles sont attribuées à Robert Croo.
Here We Come A-Caroling est un chant de Noël anglais traditionnel et une chanson du Nouvel An connue aussi sous le nom Here We Come A-wassailing, et écrite au 19e siècle ou avant.
It Came Upon a Midnight Clear est adapté du poème It Came Upon the Midnight Clear écrit en 1849 par le pasteur américain Edmund Sears (en), et mis en musique, aux États-Unis par le compositeur Richard Storrs Willis sous le titre Carol, et dans les pays du Commonwealt par le compositeur britannique Arthur Sullivan sous le titre Noel. Bien que d'origine britannique, le groupe Blackmore's Night reprend ici la mélodie de la version américaine.
O Little Town Of Bethlehem est basé sur un texte écrit en 1898 par Phillips Brooks, évêque de l'Église épiscopale du Massachusetts, et mis en musique, en Amérique du Nord par Lewis Redner (en) sous le titre St Louis, et au Royaume-Uni et en Irlande par le compositeur britannique Ralph Vaughan Williams, d'après l'air de Forest Green. C'est cette dernière mélodie que Blackmore's Night adapte ici.
Silent Night (Douce nuit, sainte nuit) est l'un des chants de Noël les plus célèbres au monde, déclaré patrimoine culturel immatériel par l'UNESCO en 2011. Il est écrit par un prêtre autrichien, Joseph Mohr, en 1816 sous le titre Stille Nacht, heilige Nacht, et mis en musique par l'organiste Franz Xaver Gruber. Sa version française est connue sous le titre Douce nuit, Sainte nuit. La version de Blackmore's Night se termine par le célèbre thème de Jingle Bells, connu en français sous le titre Vive le vent.

## Liste des titres
| 1.  | Hark the Herald Angels Sing / Come All Ye Faithful | trad.                           | 3:50 |
| 2.  | I Saw Three Ships                                  | trad.                           | 2:40 |
| 3.  | Winter (Basse Dance)                               | Ritchie Blackmore               | 3:07 |
| 4.  | Ding Dong Merrily on High                          | trad.                           | 3:16 |
| 5.  | Ma-O-Tzur                                          | trad.                           | 2:19 |
| 6.  | Good King Wenceslas                                | trad.                           | 4:44 |
| 7.  | Lord of the Dance / Simple Gifts                   | Sydney Carter / Joseph Brackett | 3:34 |
| 8.  | We Three Kings                                     | trad.                           | 4:48 |
| 9.  | Wish You Were Here (extrait de Shadow of the Moon) | Leskelä Teijo                   | 5:02 |
| 10. | Emmanuel                                           | trad.                           | 3:32 |
| 11. | Christmas Eve                                      | Blackmore, Candice Night        | 4:20 |
| 12. | We Wish You a Merry Christmas                      | trad.                           | 1:21 |

### Réédition de 2013
L'album est réédité en 2013 avec un CD supplémentaire comprenant cinq chansons de l'album original enregistrées en concert, ainsi que de nouvelles versions du titre Christmas Eve sorti en single dont sont réalisées deux vidéos officielles : l'une en anglais et l'autre en allemand.
| 1.  | Hark the Herald Angels Sing / Come All Ye Faithful - Live from Minstal Hall 2013 | trad.                    | 4:12 |
| 2.  | Emmanuel – Live from Minstal Hall 2013                                           | trad.                    | 4:35 |
| 3.  | We Three Kings – Live from Minstal Hall 2013                                     | trad.                    | 5:26 |
| 4.  | Ma-O-Tzur – Live from Minstal Hall 2013                                          | trad.                    | 5:26 |
| 5.  | Good King Wenceslas – Live from Minstal Hall 2013                                | trad.                    | 6:13 |
| 6.  | Christmas Eve – 2013 Version                                                     | Blackmore, Candice Night | 4:33 |
| 7.  | Christmas Eve – German Radio Edit                                                | Blackmore, Candice Night | 3:56 |
| 8.  | Christmas Eve – English & German Radio Edit                                      | Blackmore, Candice Night | 3:56 |
| 9.  | Christmas Eve – English Radio Edit                                               | Blackmore, Candice Night | 3:56 |
| 10. | Christmas Eve – Video                                                            | Blackmore, Candice Night |      |

### Réédition de 2017
Une nouvelle réédition en 2 CD sort en 2017. Le premier CD comprend trois adaptations supplémentaires de chants de Noël : Deck the Halls, God Rest Ye Merry Gentlemen et Oh Christmas Tree. Le second CD est identique à la réédition de 2013.
| 1.  | Deck the Halls                                     | trad.                           | 2:45 |
| 2.  | God Rest Ye Merry Gentlemen                        | trad.                           | 4:33 |
| 3.  | Oh Christmas Tree                                  | trad.                           | 4:54 |
| 4.  | Hark the Herald Angels Sing / Come All Ye Faithful | trad.                           | 3:50 |
| 5.  | I Saw Three Ships                                  | trad.                           | 2:40 |
| 6.  | Winter (Basse Dance)                               | Ritchie Blackmore               | 3:07 |
| 7.  | Ding Dong Merrily on High                          | trad.                           | 3:16 |
| 8.  | Ma-O-Tzur                                          | trad.                           | 2:19 |
| 9.  | Good King Wenceslas                                | trad.                           | 4:44 |
| 10. | Lord of the Dance / Simple Gifts                   | Sydney Carter / Joseph Brackett | 3:34 |
| 11. | We Three Kings                                     | trad.                           | 4:48 |
| 12. | Wish You Were Here (extrait de Shadow of the Moon) | Leskelä Teijo                   | 5:02 |
| 13. | Emmanuel                                           | trad.                           | 3:32 |
| 14. | Christmas Eve                                      | Blackmore, Candice Night        | 4:20 |
| 15. | We Wish You a Merry Christmas                      | trad.                           | 1:21 |

### Réédition de 2021
La dernière réédition date du 19 novembre 2021. Le premier CD commence par un chant de Noël supplémentaire Coventry CarolI et contient en bonus la version Wish You Were Here, présente la même année sur Nature's Light. Le reste du CD est identique à la réédition de 2017. Le second CD commence par le titre Crowning Of The King, extrait de l'album Fires at Midnight,  puis contient l'intégralité de l'EP Here We Come A-Caroling sorti l'année précédente. Le disque est complété par Christmas Eve dans sa version anglaise de 2013, puis par les cinq titres enregistrés en concert, déjà présents sur la réédition de 2013.
| 1.  | Coventry Carol                                     | trad., Robert Croo              | 3:07 |
| 2.  | Deck the Halls                                     | trad.                           | 2:45 |
| 3.  | God Rest Ye Merry Gentlemen                        | trad.                           | 4:33 |
| 4.  | Oh Christmas Tree                                  | trad.                           | 4:54 |
| 5.  | Hark the Herald Angels Sing / Come All Ye Faithful | trad.                           | 3:47 |
| 6.  | I Saw Three Ships                                  | trad.                           | 2:37 |
| 7.  | Winter (Basse Dance)                               | Ritchie Blackmore               | 3:06 |
| 8.  | Ding Dong Merrily on High                          | trad.                           | 3:12 |
| 9.  | Ma-O-Tzur                                          | trad.                           | 2:15 |
| 10. | Good King Wenceslas                                | trad.                           | 4:43 |
| 11. | Lord of the Dance / Simple Gifts                   | Sydney Carter / Joseph Brackett | 3:30 |
| 12. | We Three Kings                                     | trad.                           | 4:44 |
| 13. | Wish You Were Here (extrait de Nature's Light)     | Leskelä Teijo                   | 5:04 |
| 14. | Emmanuel                                           | trad.                           | 3:29 |
| 15. | Christmas Eve                                      | Blackmore, Candice Night        | 4:14 |
| 16. | We Wish You a Merry Christmas                      | trad.                           | 1:21 |

| 1.  | Crowning of the King (extrait de Fires at Midnight)                              | trad., Tielman Susato, Blackmore, Night | 4:26 |
| 2.  | Here We Come A-Caroling                                                          | trad.                                   | 2:18 |
| 3.  | It Came Upon a Midnight Clear                                                    | Richard Storrs Willis, Edmund Sears     | 1:57 |
| 4.  | O Little Town of Bethlehem                                                       | Ralph Vaughan Williams, Phillips Brooks | 3:12 |
| 5.  | Silent Night                                                                     | Franz Xaver Gruber, Joseph Mohr         | 2:37 |
| 6.  | Christmas Eve – 2013 Version                                                     | Blackmore, Candice Night                | 4:33 |
| 7.  | Hark the Herald Angels Sing / Come All Ye Faithful - Live from Minstal Hall 2013 | trad.                                   | 3:46 |
| 8.  | Emmanuel – Live from Minstal Hall 2013                                           | trad.                                   | 4:30 |
| 9.  | We Three Kings – Live from Minstal Hall 2013                                     | trad.                                   | 5:09 |
| 10. | Ma-O-Tzur – Live from Minstal Hall 2013                                          | trad.                                   | 1:52 |
| 11. | Good King Wenceslas – Live from Minstal Hall 2013                                | trad.                                   | 5:34 |

## Pochette
La pochette de cet album, peinte par Karsten Topelmann, est une adaptation d'une rue de Rothenburg ob der Tauber, en Allemagne, en ligne avec la forte influence Renaissance du groupe. La même rue est représentée sur la couverture du deuxième album studio de Blackmore's Night, Under a Violet Moon . Dans la couverture de Winter Carols, la rue est peinte en hiver, tandis que Under a Violet Moon se déroule apparemment une nuit d'été.

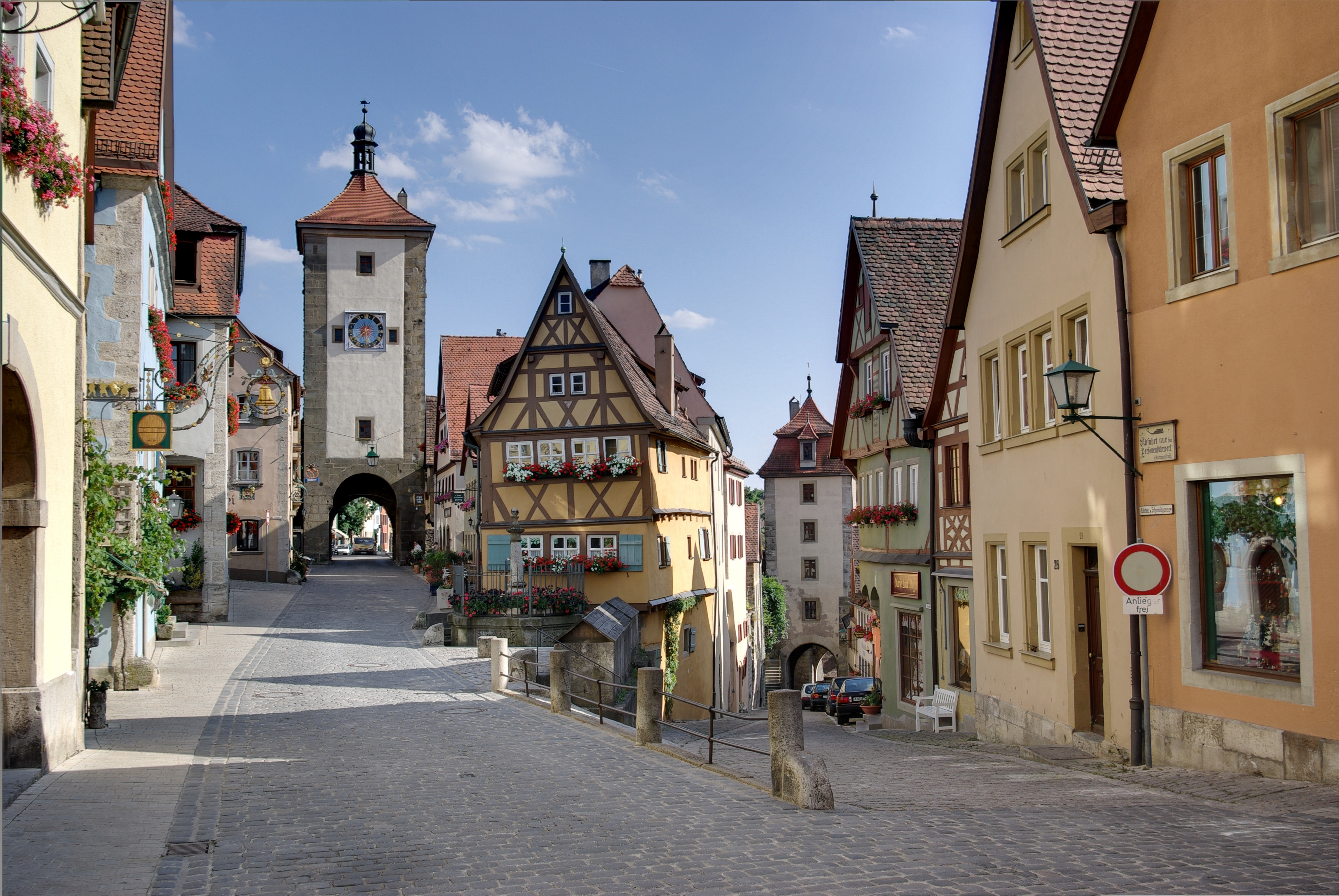
Rothenburg ob der Tauber en 2008

## Musiciens
- Ritchie Blackmore : arrangements, guitare, mandole, nyckelharpa, vielle à roue, percussions
- Candice Night : chant, chalemie, pennywhistle, chœurs
- Pat Regan : claviers, production, composition et arrangements orchestraux
- Sisters of the Moon : Lady Madeline et Lady Nancy (Madeline et Nancy Posner[28]) - chœurs
- Sir Robert of Normandie (Robert Curiano[29]) : basse
- Bard David of Larchmont (David Baranowski[30]) : claviers

Comme sur les trois précédents albums studio, on note la présence du bassiste Sir Robert of Normandie (Robert Curiano) qui quittera Blackmore's Night à la fin de l'année. En 2015, il retrouvera Ritchie Blackmore dans son groupe Rainbow reformé au sein duquel il se produira sous le pseudonyme Bob Nouveau.

## Classements
| Année | Pays      | Position |
| ----- | --------- | -------- |
| 2006  | Allemagne | 74       |